# Aero A-100
De Aero A-100 (ook weleens A.100 genoemd) is een tweezitsdubbeldekker in de jaren 30 ontwikkeld door de Tsjechoslowaakse vliegtuigbouwer Aero. Het toestel was bedoeld als lichte bommenwerper en verkenningsvliegtuig.

## Geschiedenis
Door de verslechterende politieke situatie in Europa werd het Tsjechoslowaakse Ministerie van Defensie gedwongen om de luchtmacht te moderniseren. Daarom werd in 1932 een competitie georganiseerd voor het beste ontwerp voor een nieuwe lichte bommenwerper en verkenningsvliegtuig. Dit vliegtuig zou de A-11, Letov Š-16 en de Ap-32 moeten vervangen. Deze competitie werd gewonnen tegen de Praga E-36. Waarna de eerste Aero A-100's in juli 1934 in gebruik werden genomen.

## Specificaties
- Bemanning: 2
- Lengte: 11,08 m
- Spanwijdte van de bovenvleugel: 14,70 m
- Spanwijdte van de ondervleugel: 12,72 m
- Hoogte: 3,60 m
- Vleugeloppervlak: 44,3 m2
- Motor: 1× een watergekoelde Avia Vr-36, 480 kW (650 pk)
- Maximale snelheid: 260 km/h
- Kruissnelheid: 230 km/h
- Plafond: 6 500 m
- Vliegbereik: 880 km

## Gebruikers
- Tsjecho-Slowakije
- Slowakije
- nazi-Duitsland

### Gerelateerde ontwikkelingen
- Aero A-430
- Aero A-101
- Aero Ab-101
- Aero A-104

### Vergelijkbare vliegtuigen
- Praga E-36